# Sabato 17:45
Sabato 17:45 è il quinto album in studio di Paolo Vallesi, pubblicato nel 1999 dall'etichetta discografica CGD.

## Descrizione
Dopo una pausa di riflessione durata 3 anni, e dopo la nascita del figlio Francesco, Vallesi ritorna con un album con sonorità diverse dai suoi lavori precedenti, ma senza perdere la sua consueta vena melodico/romantica. Dall'album verranno lanciati i singoli L'amore è un fiore e C'è, quest'ultima reinserita nel suo Best of del 2003 e reinterpretata in parte in lingua italiana e in parte in lingua spagnola con la cantante Mara. Nel disco di quest'ultima, intitolato Dimelo tu, la canzone (con il titolo Sé) è cantata interamente in spagnolo sempre in duetto con Vallesi, ed è stato realizzato un videoclip promozionale insieme al lancio nelle radio del singolo.
Come ghost track del disco è presente la versione alternativa de L'amore è un fiore, inclusa nel singolo pubblicato in contemporanea con il lancio nelle radio del brano, che ottenne un discreto successo. Nel Cds è presente anche la versione strumentale.
Il brano Sono dove sei è stato incluso successivamente nel singolo Felici di essere, pubblicato nel 2002.

## Tracce
1. Canto così – 3:46 (testo: Paolo Vallesi, Vincenzo Incenzo – musica: Paolo Vallesi)
2. L'amore è un fiore – 4:33 (Paolo Vallesi)
3. Le parole – 4:29 (Paolo Vallesi)
4. Senza cambiare il mondo – 4:24 (Paolo Vallesi)
5. Che senso ha? – 4:06 (testo: Paolo Vallesi, Vincenzo Incenzo – musica: Paolo Vallesi)
6. Wish you were here – 6:34 (testo: Paolo Vallesi, Vincenzo Incenzo – musica: Paolo Vallesi)
7. Barca senza vento – 4:35 (testo: Paolo Vallesi, Vincenzo Incenzo – musica: Paolo Vallesi)
8. C'è – 4:11 (testo: Paolo Vallesi, Vincenzo Incenzo – musica: Paolo Vallesi)
9. Sono dove sei – 4:31 (testo: Paolo Vallesi, Vincenzo Incenzo – musica: Paolo Vallesi)
10. 2:37 – 0:40 (musica: Paolo Vallesi)
11. Noia – 4:53 (testo: Paolo Vallesi, Vincenzo Incenzo – musica: Paolo Vallesi)
12. Irreale – 5:44 (Paolo Vallesi)
13. Stringimi – 4:06 (Paolo Vallesi)
14. 17:45 – 6:45 (Paolo Vallesi)

Durata totale: 63:17
Il disco è stato interamente prodotto e arrangiato da Paolo Vallesi; tra le note del disco è presente la dedica: A Cinzia, "Wish you were here" è tua, a tutti coloro che ascolteranno queste canzoni, a Francesco, che queste canzoni le ha ascoltate prima di nascere.

## Formazione
- Paolo Vallesi – voce, cori, tastiera, programmazione, pianoforte, sintetizzatore, batteria elettronica
- Giacomo Castellano – chitarra acustica, chitarra elettrica
- Cesare Chiodo – basso
- Lele Melotti – batteria
- Riccardo Galardini – chitarra acustica, mandolino, chitarra classica, laud, chitarra 12 corde
- Alfio Scoparo – batteria
- Stephen Head – tastiera, programmazione, cornamusa
- Gianni Salvatori – chitarra, mandolino
- Bruno Zucchetti – tastiera, cori, organo Hammond
- Alfredo Paixão – basso
- Massimo Pacciani – batteria
- Carlo De Nuzzo – chitarra acustica, mandolino
- Lorenzo Forti – basso
- Carlo Cantini – violino elettrico
- Stefano Cantini – sassofono soprano
- Renato Carrozzo, Fabio Coppini – cori